# 水信玄餅

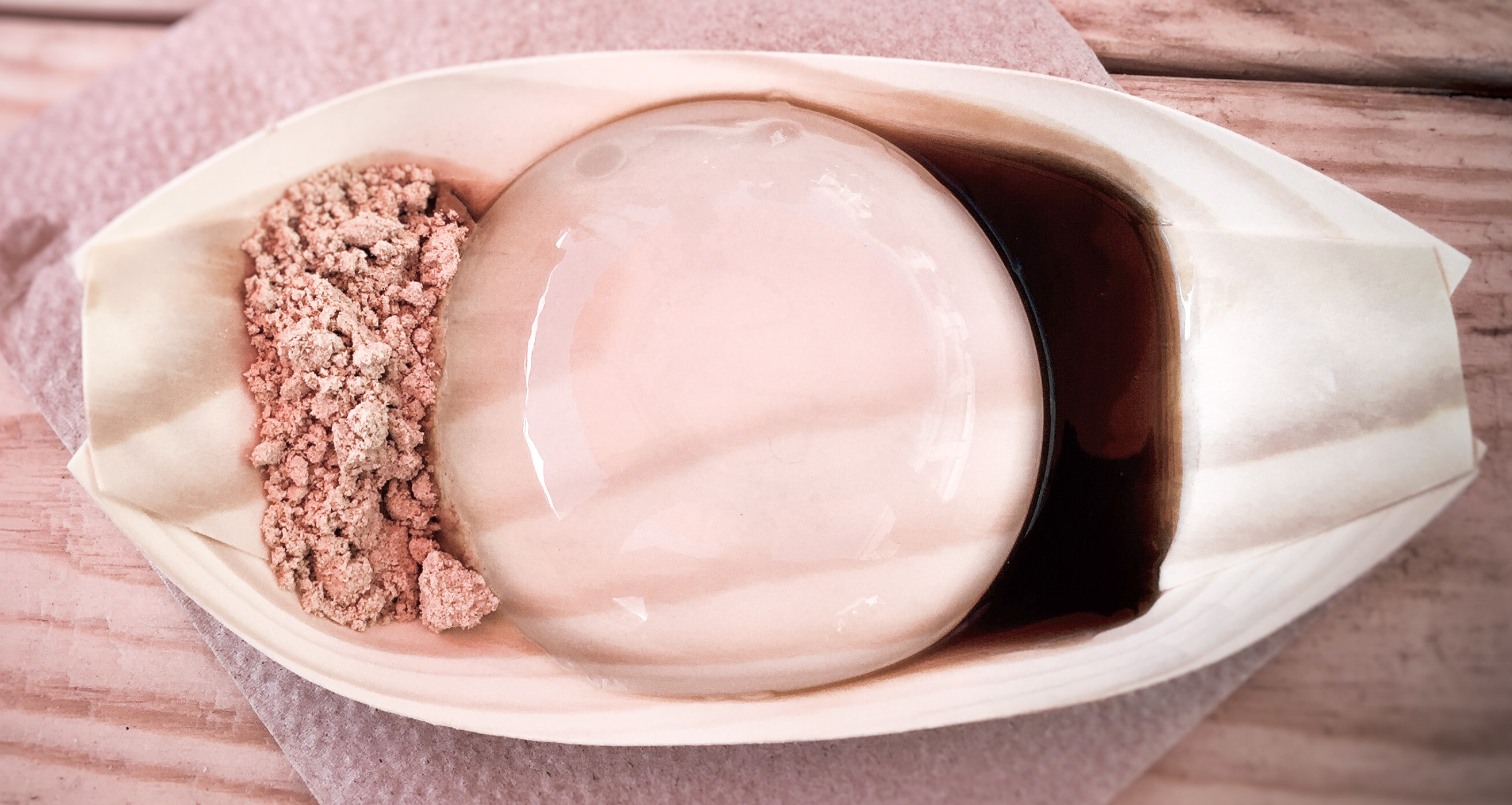
黒蜜ときな粉を添えた水信玄餅

水信玄餅（みずしんげんもち）は、水と寒天でできた菓子。2014年に日本で初めて話題となり、その後、レインドロップケーキとしてニューヨークで流行した。

## 歴史
2012年に、山梨県にある和菓子店・金精軒の女性職人が「地元の美しい水を最もシンプルに味わうことのできるお菓子を作ろう」と考え開発した。2013年に販売が開始され、インスタグラムで話題となった。消費期限が30分しかないため、山梨県の店舗に足を運ぶ必要がある。
金精軒では、2024年現在は夏季（6 - 9月）限定メニューとしており、原則として週末のみ販売される。

## 概要
水と寒天から作られており、実質的にカロリーはない。水は南アルプスの甲斐駒ヶ岳から得たもので、やや甘みがあるといわれている。加熱後、成形・冷却する。トッピングには、黒蜜ときな粉が使われている。

## レインドロップケーキ
ニューヨーク在住のダレン・ウォンは、水信玄餅について書かれた日本の記事を読み、アメリカで入手することができないため、自ら試行錯誤して水信玄餅を作った。2016年4月にニューヨークで開催されたフードフェア「スモーガスバーグ」で、レインドロップケーキとして米国に紹介した。その後、ロンドンのレストラン「Yamagoya」が4カ月かけて別バージョンを開発した。また、このデザートは家庭で作れるようにキットで販売されている。ザ・トゥデイ・ショー、BuzzFeed、ABCニュースなど、アメリカの主要メディアでも紹介された。